# Хагуро (тяжёлый крейсер)
«Хагуро» (яп. 羽黒 по названию горы в префектуре Ямагата) — японский тяжёлый крейсер. Принадлежал к крейсерам типа Мёко. Принимал активное участие в боевых действиях на Тихоокеанском театре Второй мировой войны в 1941—1944 годах. Потоплен в Малаккском проливе английскими эсминцами 16 мая 1945 года.

## Строительство
Появление крейсеров типа Мёко связано с подписанием Японией Вашингтонского соглашения, установившего предельные ограничения по тоннажу тяжелых крейсеров в 10000 тонн. Японский Морской Генеральный Штаб поручил разработать проект крейсера, который соответствовал бы всем ограничениям. Проект разрабатывался под руководством кораблестроителей Юдзуро Хирага и Кикуо Фудзимото. Стремление компенсировать численное отставание от своих потенциальных противников вынуждало автором проекта вносить изменения, направленные на повышение огневой мощи корабля. Сначала было решено увеличить количество 200-мм орудий до 10, затем установить на крейсер торпедные аппараты.

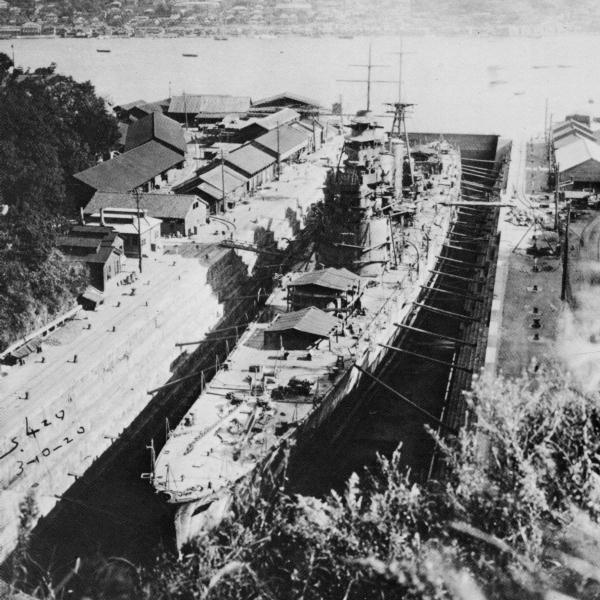
Строительство крейсера Хагуро. 1928 год

Хагуро и Асигара входили во вторую пару крейсеров этого типа. Заказ на корабль был выдан в конце 1924 года. Его получила частная фирма Мицубиси, которая вела постройку быстрее своих государственных конкурентов и корабль вошёл в строй даже раньше головного Мёко. Спуск на воду был осуществлен 24 марта 1928 года, а передача флоту 25 апреля 1929 года. Корабли этого типа оказались существенно перегруженным, что стало причиной их плохой остойчивости. Артиллерия главного калибра (200-мм орудия тип 3 № 1) располагалась в пяти двухорудийных башнях: три в носовой части и две — в кормовой. За комплексом из носовых башен размещалась массивная надстройка на которой располагались мостик рубки, посты управления. В центральной части корабля находились две дымовые трубы, трехногая грот-мачта и ангар для гидросамолётов. В кормовой части, помимо двух башен главного калибра располагалась катапульта для запуска гидросамолётов.
Помимо главного калибра, крейсер был вооружён шестью 120-мм орудиями тип 10 в зенитном варианте, размещённых в одноорудийных установкой в центральной части корабля. Зенитное вооружение дополняли всего два 7,7-мм пулемёта. Важной частью вооружения являлись четыре трёхтрубных торпедных аппарата тип 12, которые находились парами по обоим бортам на средней палубе. Общий запас торпед составлял 24 единицы. Мощные кислородные 610-мм торпеды типа 93 существенно усиливали огневую мощь корабля, но в то же время, представляли огромную опасность для самого корабля при попадании в их боевую частью. Авиационное вооружение по проекту состояло из двух гидросамолётов Накадзима E2N или «тип 15».
Бронирование корабля состояло из броневого пояса толщиной 102-мм с наклоном наружу в 12 градусов. Протяженность его составляла 123 метра, но высота распределялась неравномерно. Из-за значительной перегрузки корабля большая часть брони располагалась под водой. Горизонтальное бронирование палубы составляло 32-35 мм (средняя палуба над машинным отделением и нижняя палуба над погребами боезапаса). В центральной части дополнительной бронёй в 12-25 мм была усилена также верхняя палуба. Также было и забронированы барбеты башен главного калибра (76-мм) и рулевое отделение (25-50 мм). Подводная защита состояла из противоторпедных булей длиной 93 см и максимальной высотой 2,5 метра, которые заполнялись стальными трубами. От корпуса були были отделены продольной двухслойной переборкой толщиной 58 мм. Предполагалось, что защита будет способна выдержать попадание 533-мм торпеды.

## История службы

### Довоенный период

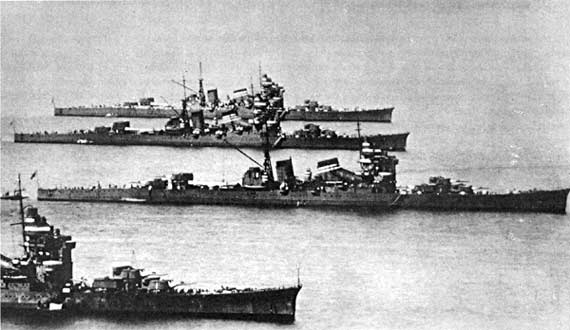
Крейсеры 4 дивизии. 1930 года

С момента ввода в строй крейсера типа Мёко составили 4-ю дивизию крейсеров. Хагуро был приписан к военно-морскому округу Сасебо. 22-23 октября 1930 года корабль посетил император Хирохито и провёл на корабле ночь.. В 1930 года высота носовых дымовых труб была увеличена на 2 метра, чтобы предотвратить воздействие газов на мостик. В декабре 1932 года, в связи со вступлением в строй новых крейсеров, все крейсеры типа Мёко были поставлены в резерв, где они ожидали своей очереди на модернизацию. В мае 1933 года корабли этого типа были преобразованы в 5-ю дивизию крейсеров. Единственной службой кораблей стало участие в летних маневрах и большом параде у Иокогамы 25 августа 1933 года. За время нахождения в резерве в 1933-34 гг. была проведена замена орудий главного калибра. Вместо 200-мм орудий были установлены 203-мм орудия тип 3 № 2, которые отличались большей дальностью и применяли более тяжелые типы снарядов, в том числе и особые «ныряющие» снаряды тип 91. Были внесены изменения в конструкцию погребов и подъёмников.

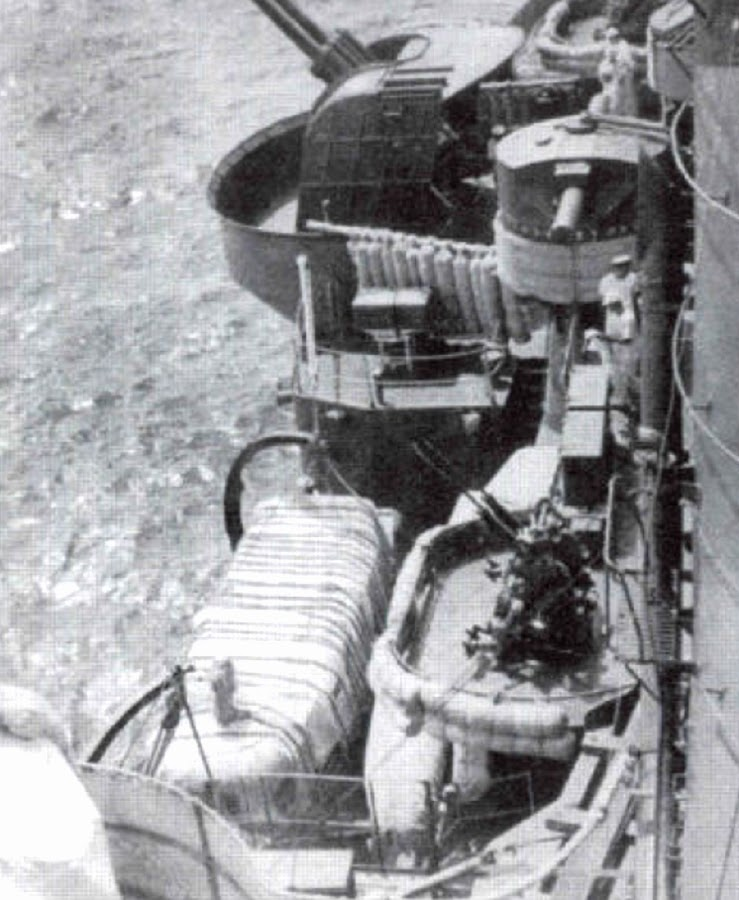
Центральная часть верхней палубы японского тяжёлого крейсера Хагуро, вид с левого борта. Видны 25-мм спаренный автомат Тип 96, 4,5-м дальномер и спаренная установка 127-мм зенитных орудий Тип 89

В феврале 1934 года крейсер был поставлен на модернизацию на военно-морской верфи Мицубиси в Нагасаки, которую проходил до июня. В ходе модернизации вооружение корабля претерпело существенные изменения. 120-мм зенитные орудия тип 10 были заменены на 8 127-мм орудия тип 89 в спаренных установках. Для них была построена дополнительная зенитная палуба между второй трубой и 4-й башней ГК. Установки были размещены на спонсонах. Помимо этого ПВО корабля было усилено установкой двух счетверённых 13-мм зенитных пулемётов тип 93 по обеим сторонам от передней дымовой трубы.
Был демонтирован ангар для самолётов и старая катапульта, которая была заменена двумя пороховыми катапультами тип 2 модель 3. Открытое хранение самолётов позволяло оснастить крейсер сразу четырьмя разведывательными самолётами Накадзима E8N, хотя до 1936 года корабль нёс в основном два самолёта этого типа. В районе четвёртой башни на верхней палубе были установлены два новых четырёхтрубных торпедных аппаратов тип 92 модель 1, которые были оснащены торпедами тип 90 с системой быстрой перезарядки. Общее количество торпед составляло 16 единиц. Прежние неподвижные торпедные аппараты были демонтированы. Численность экипажа возросла с 814 до 832 человек, которые в основном были размещены на месте освободившимся после демонтажа торпедных аппаратов. Все эти изменения привели к дальнейшему росту водоизмещения почти до 14000 тонн. Для повышения остойчивости корабля были установлены дополнительные були, что увеличило ширину корабля ценой снижения скорости.

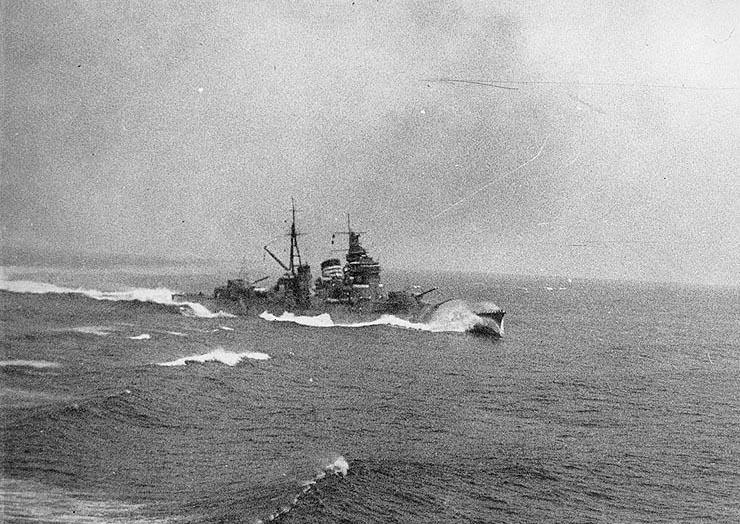
Крейсер Хагуро в море. 1936 год

После модернизации крейсер принял участие в больших маневрах в составе временно сформированного Четвёртого флота. На пути с учений, 26 сентября 1935 года корабли флота попали в мощный тайфун (Инцидент с Четвёртым флотом), который нанёс большие повреждения кораблям и вызвал расследование показавшее необходимость внесения изменения большинства типов японских кораблей. Крейсер Мёко получил серьёзные повреждения надстроек и корпуса. Это событие заставило в срочном порядке усилить корпус корабля между средней и верхней палубой 25-мм стальными плитами, что позволило снизить продольное напряжение корпуса. После мероприятий по усилению корпуса Хагуро вернулся в состав 5 дивизии тяжелых крейсеров. Крейсер неоднократно принимал участие в учениях. 9 апреля 1936 года во время манёвров у Циндао Хагуро ночью столкнулся с Нати. Оба корабля получили незначительные повреждения. В 1936-37 годах, совместно с другими крейсерами своего типа, осуществлял переброску войск из Японии в Китай и осуществлял патрулирование прибрежных китайских вод.

К концу 1930-х годов была запланирована очередная модернизация кораблей этого типа. В связи с этим Хагуро в конце 1937 года был выведен в резерв, но почти год ожидал своей очереди на модернизацию, из-за загрузки верфей. Приказ на модернизацию корабля на верфи Мицубиси был получен лишь в январе, а сами работы проходили в течение 1939 года. В ходе модернизации была существенно изменена система управления артиллерийским огнём главного калибра. Зенитное вооружение было существенно усилено установкой четырёх спаренных установок 25-мм автоматических орудий тип 96, которые всю войны оставался главным средством ближней ПВО японского флота. Число пулемётов сократилось до двух спаренных установок 13-мм пулемётов. Значительно было усилено торпедное вооружение: крейсер получил ещё два четырёхтрубных торпедных аппарата тип 92 модель 1. В очередной раз была заменена катапульта. Теперь с катапульты тип 2 модель 5 можно было запускать более тяжелые самолёты Аити Е13А1 и Мицубиси F1M.

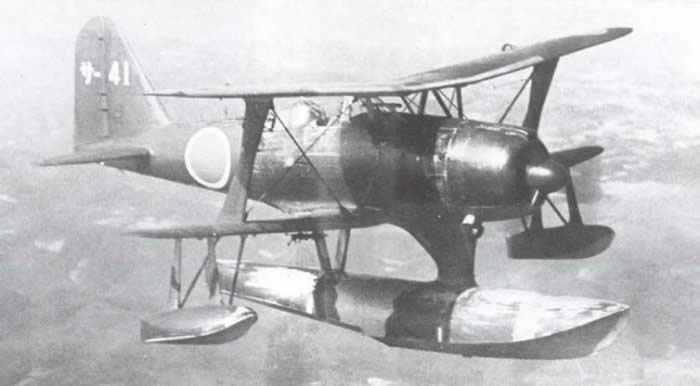
Гидросамолёт Mitsubishi F1M

Помимо изменений вооружения, были внесены изменения в энергетическую установку, усилена противоторпедная защита за счет установки новых булей, заполненных стальными трубами и имевшими оборудование для быстрого затопления и осушения. Считалось что противоторпедная защита способна выдержать взрыв 250-кг заряда торпеды. Для повышения эффективности борьбы за живучесть был смонтирован центральный пост.

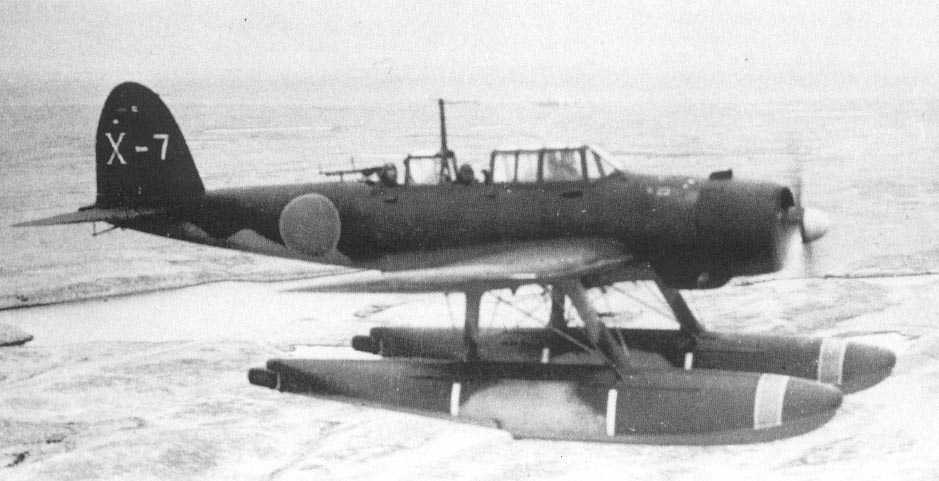
Гидросамолёт Aichi E13A

По завершении модернизации Хагуро вновь вошёл в состав 5 дивизии. В феврале-марте 1941 года корабль совершил поход в воды южного Китая, в апреле — к островам Палау. В апреле 1941 года в рамках выполнения «Спешного военного приготовления»14 на Хагуро в верхней части корпуса вдоль бортов установили систему размагничивания, часть объёма булей заполнили трубами. К этому времени началась активная подготовка к войне против США и Великобритании. Крейсер прошёл в сентябре текущий ремонт. После принятия решения на открытие военных действий корабли 5-й дивизии приняли боезапас в Куре, а 23 ноября 1941 года вышли к островам Палау, куда Хагуро прибыл 1 декабря
.

### Начало войны на Тихом океане
В начале войны Хагуро входил в состав 5 дивизии крейсеров под командованием контр-адмирала Такео Такаги куда также однотипные входили Мёко (флагманский корабль) и Нати. Дивизия вошла в состав Южного соединения (авианосец Рюдзе, 3 тяжёлых, 1 лёгкий крейсер и 7 эсминцев), прикрывавшее высадку южной части Филиппин. Оно прикрывало крупный войсковой конвой, который высадил десант на остров Минданао. После окончания высадки корабли вернулись в Давао. 9-14 января Хагуро действовал в составе соединения вторжения в Манадо, который был захвачен. Новый поход крейсеры Нати и Хагуро совершили в конце января — начале февраля, чтобы прикрыть захват морской и авиационной базы Амбон и в Макасар. 26 января крейсер был безрезультатно атакован американской подводной лодкой SS-192 Сейлфиш, которая выпустила четыре торпеды. Действуя в дальнейшем из бухты Старинг, крейсеры прикрывали высадки войск на острове Тимор.

### Бои в Яванском море
Для сопротивления японском вторжению, ещё в начале января было создано совместное командование силами союзниками (ABDA). К концу февраля на Яве была собрана объединённая эскадра во главе с голландским адмиралом Карел Доорман, которая должна была защитить остров от японцев. Действия этой эскадры привела к серии морских боёв. 24 февраля крейсеры Хагуро и Нати вышли для эскорта крупного морского конвоя (41 транспорт) с десантом. 26 февраля десант был обнаружен союзниками и против него выдвинулась эскадра Доормана. Днём 27 февраля противники встретили друг друга. Союзной эскадре в составе 2 тяжёлых крейсеров, 3 лёгких крейсеров и 9 эсминцев японцы могли противопоставить соединение охраны транспортов (2 тяжёлых и 2 лёгких крейсера, 14 эсминцев)
В 16.16 японские тяжёлые крейсера открыли огонь с предельной дистанции в 25 километров. Дальняя дистанция, удерживаемая противниками почти на всей начальной фазе боя, привела к тому, что в бою участвовали только тяжелые крейсеры. Японцы накрывали залпами корабли противника, но попаданий пока не было, хотя японцы, в отличие от своих противников использовали гидросамолёты для корректировки стрельбы. Первым попадание 203-мм снаряда получил флагманский корабль союзников — Де Рейтер, но снаряд не разорвался. Затем Хагуро вместе с эсминцами своей группы атаковал строй противника торпедами. Японские дальнобойные торпеды часто выпускались с максимальных дистанций, существенно снижая шансы на попадание. Не удивительно, что из 43 торпед ни одна не попала в цель. Во время этой атаки японские корабли были атакованы голландской авиацией, но безрезультатно.

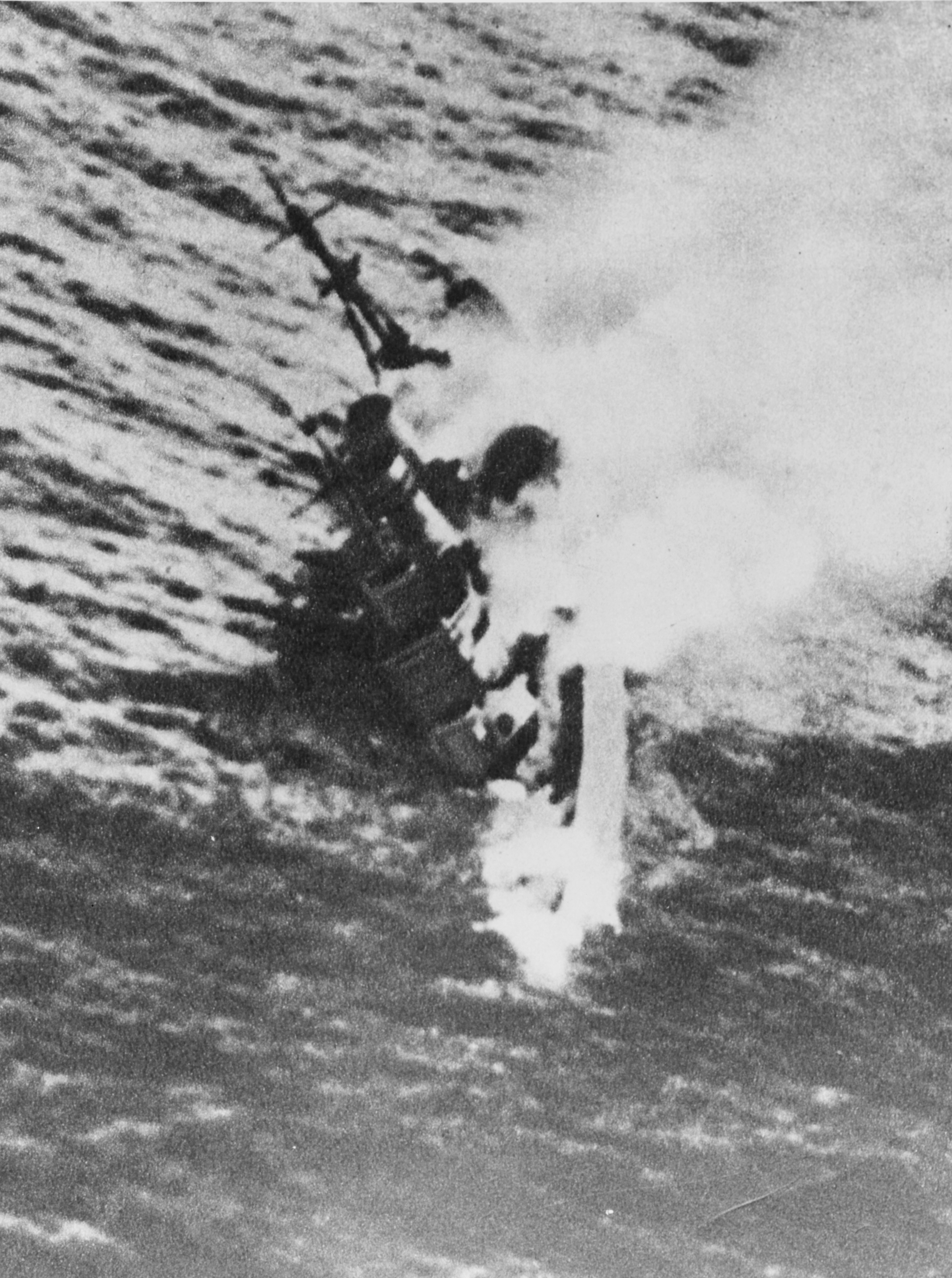
Тонущий тяжелый крейсер Эксетер

В 17.08 полубронебойный снаряд с Хагуро почти вертикально попал в правую кормовую установку 102-мм зениток на английском крейсере Эксетер и прошел в кормовое котельное отделение «В», где и разорвался. Английский крейсер получил тяжелые повреждения, скорость его резко упала вдвое. Его маневры привели к беспорядку в строю союзного флота и корабли стали маневрировать самостоятельно, подставляя себя под очередную торпедную атаку. В 17.15 одна из торпед, выпущенных возможно Хагуро, попала в борт голландского эсминца Кортенаер который мгновенно взорвался и затонул. Так как противники приблизились к кораблям десанта, японцы предприняли ряд маневром для их прикрытия. Союзники, в свою очередь попытались выйти из боя. Американские эсминцы нанесли торпедный удар по японцам, но из-за большой дистанции японские корабли успели отвернуть от торпед.
В 23.00 противники вновь обнаружили друг друга. союзная эскадра лишилась Эксетера и всех эсминцев, к тому же готовность к ночному бою у японцев была несоразмерно выше. В 23.20 японские крейсеры в очередной раз атаковали строй противника торпедами. На этот раз они были выпущены всего с расстояния в 40 кабельтовых. Торпедная команда Хагуро вновь отличилась поразив Де Рейтер, торпеда с Нати попала в крейсер Ява. Оба крейсера потеряли ход и вскоре затонули. Оставшиеся корабли союзников оторвались от преследования и ушли в Батавию. Всего за бой Хагуро израсходовал 774 снаряда главного калибра (три четверти). Эффективность стрельбы была очень низкой (оба крейсера добились всего 5 попаданий) при этом четыре снаряда не взорвались. Торпедные удары были чуть точнее (3 из 153 торпед). Зато эффект от попаданий бы исключительным. Единственное попадание вывело из строя тяжелый крейсер, а каждая из достигших цели торпед отправила на дно вражеский корабль.

Через день японские тяжелые крейсеры приняли участие в ещё одном бою, перехватив, пытавшиеся уйти на Цейлон повреждённый Эксетер и два эсминца. Имея небольшой боекомплект, Хагуро и Нати приняли ограниченное участие во втором бою в Яванском море, тем не менее, их появление не позволило союзному отряду избежать боя, в котором все корабли противника были потоплены. Хагуро в ходе боя выпустил 117 снарядов главного калибра и 4 торпеды. После боёв Хагуро вместе с крейсером Мёко через Макасар вернулся в Сасебо к 20 марта.

### Бой в Коралловом море
Весной 1942 года японское командование приняло решение расширить оборонительный периметр путём проведения ряда наступательных операций. Одной из таких операцией являлся захват Порт-Морсби. Для этого было сформировано специальное соединение Флота под командованием адмирала Иноуэ, Сигэёси. Крейсер Хагуро (вместе с Мёко) был включён в состав Ударного соединения адмирала Такаги, Такэо, главной ударной силой которого были два тяжелых авианосца. Крейсеры вышли из метрополии 23 апреля. В составе Ударного соединения они приняли участие в сражении в Коралловом море. В первый день сражения 7 мая корабли находились в охранении авианосцев и огня не открывали. К вечеру японскими адмиралами рассматривался вопрос о проведении ночного поиска американского авианосного соединения, которое ещё не было обнаружено но очевидно находилось поблизости. Адмирал Такаги был сторонником этой операции, но победило более осторожная позиция командующего операцией, который решил дождаться утра. В итоге на следующий день тяжелые крейсеры лишь охраняли японские авианосцы, Их слабая зенитная артиллерия не позволила сбить ни одного американского самолёта, но и Хагуро повреждений не получил, так как американцы были заняты атаками на более ценные авианосцы. Обе стороны после сражения отступили из района боевых действий, однако для японцев отказ от захвата Порт-Морсби в итоге стал стратегической неудачей.

### Кампания в районе Соломоновых островов
7 августа американское соединение осуществило высадку на острове Гуадалканал в архипелаге Соломоновых островов, начав решающую операцию в ходе Тихоокеанской кампании. Японское командование, приняв вызов, направило в район архипелага мощную эскадру. Первый удар был нанесён по американской эскадре, охранявшей подступы к острову. Она была разгромлена в бою у острова Саво. Обе стороны активно вовлекали в кампанию новые силы. В конце августа 1942 года японцы предприняли попытку отбить остров, используя главные силы своего флота. 5-я дивизия тяжелых крейсеров (Хагуро и Мёко) вошла в состав Передового соединения вице-адмирала Нобутаке Кондо. Эти действия привели в итоге к сражению у Восточно-Соломоновых островов. Крейсер Хагуро не сыграл значительной роли в этом сражении, после которого он, вместе с другими кораблями, осуществлял крейсерские операции в районе Гуадалканала, оказывая поддержку японским сухопутным войскам. В ходе этого он не раз подвергался безуспешным атакам американских самолётов. Так 14 сентября он был безрезультатно атакован 11 бомбардировщиками B-17.. В конце сентября крейсер ушёл в Сасебо на плановый ремонт. Никаких серьёзных модификаций на корабле в это время не проводилось, за исключением замены корабельного крана. После проведения ремонта в метрополии, Хагуро вновь был направлен в район Соломоновых островов, доставив попутно в Рабаул (специальное подразделение Куре № 6)

### Кампания 1943 года
В феврале 1943 года крейсер вместе с другими кораблями 4-й и 5-й дивизии тяжёлых крейсеров принимал участие в прикрытии эвакуации японского гарнизона с Гуадалканала. После поражения в боях за Гуадалканал, японский флот фактически свернул активную деятельность, сберегая силы для решающего сражения с американским флотом. Тяжёлый крейсер Хагуро в мае вернулся в метрополию, где с 19 мая по 12 июня находился в районе острова Парамушир из-за угрозы американцев в районе Алеутских островов. Затем в течение июня-июля корабль проходил очередную модернизацию. Прежде всего, было в очередной раз было усилено зенитное вооружение. Около грот-мачты были установлены две спаренные установки 25-мм орудий, ещё две такие же спаренные установки были размещены на месте демонтированных 25-мм пулемётов. Корабль получил новый радар тип 21 с максимальной дальностью обнаружения в 5 километров.
Тем временем американские флот и армия медленно продвигались вдоль цепочки Соломоновых островов, создавая угрозу крупной японской базе в Рабауле. Хагуро дважды (в начале августа и середине сентября 1943 г.) использовался для доставки подкреплений в базу из центральной базы в Труке, а также эскорта транспортных соединений. В результате, крейсера Мёко и Хагуро оказались на стоянке в Рабауле во время начала высадки американцев на остров Бугенвиль. Командующий 8-м Флотом вице-адмирал Самэдзима принял решение навязать противнику ночной бой, бросив в ночь на 2 ноября в бой имеющиеся у него силы: 2 тяжелых крейсера, 2 лёгких крейсера и 6 эсминцев. Целью похода были в первую очередь американские транспорты.

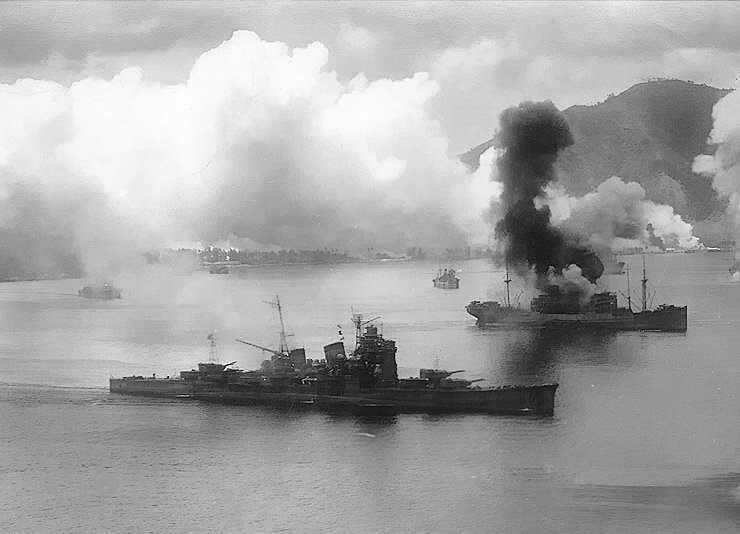
Крейсер Хагуро в Рабауле. 2 ноября 1943 года

Однако американское командование ожидало контрудара японцев. Соединение контр-адмирала Сэнтаро Омори (командующий 5 дивизии тяжелых крейсеров) было заранее обнаружено авиацией. Ещё перед боем Хагуро, в ночь на 2 ноября у мыса Мольтке получил некоторые повреждения носовой надстройки и борта в средней части корпуса от близкого разрыва 227-кг бомбы, сброшенной самолетом-разведчиком SB-24 из состава 5-й бомбардировочной группы. Скорость крейсера упала до 26 узлов. Противник отвёл транспорты, а соединение прикрытия (4 лёгких крейсера и 8 эсминцев) заняли позиции для перехвата. В последовавшем затем ночном бою в заливе Императрицы Августы потеряли лёгкий крейсер Сэндай и 1 эсминец, не нанеся существенных потерь противнику (повреждён один эсминец). Решающую роль сыграло наличие у американцев хороших радаров, позволивших раньше обнаружить японские корабли. Японские тяжелые крейсеры принял участие в завершающей стадии боя, получив шесть попаданий 152-мм и 127-мм снарядов, не причинившего серьёзных повреждений (к тому же 4 вообще не разорвались). Был убит 1 и ранено 5 человек. Сам крейсер атаковал противника торпедами и возможно попал тремя неразорвавшимися снарядами в лёгкий крейсер Денвер. В очередной раз японцы вышли из боя, посчитав, что противник понёс большие потери. Утром 2 ноября гавань Рабаула была атакована 75 базовыми бомбардировщиками B-25. Несколько судов было потоплено и повреждено но Хагуро попаданий не получил.
Повреждения Хагуро в бою в заливе Императрицы Августы были незначительными, но требовали ремонта, поэтому 4 ноября крейсер вышел в Трук, ведя на буксире повреждённый танкер Ниссо Мару, а затем в Сасебо. Это позволило ему избежать повреждений во время следующего удара авианосной авиации по Рабаулу. Находясь в метрополии, тяжёлый крейсер получил ещё восемь одиночных 25-мм автоматов.

### Кампания 1944 года
23 декабря Хагуро в очередной раз прибыл в Трук, где находился до середины февраля, совершив один транспортный рейс в Кавиенг. Из Трука он ушёл 10 февраля 1944 года, счастливо избежав мощного налёта американской авианосной авиации неделей спустя. Новой главной базой флота стали острова Палау, но и там задержались только до конца марта, совершая эскортные выходы. Затем корабли переместились из опасений налётов на Филиппины. 6 апреля 1944 года, во время очередной перехода Хагуро и другие корабли был атакован американской подводной лодкой SS-247 Дейс, которая безрезультатно выпустила 6 торпед. В июне 1944 года крейсер дважды принимал участие в неудачной попытке доставки подкреплений на остров Биак, который подвергся атаке американского флота. Соединение контр-адмирала Саконджу должно было доставить 2500 человек подкрепления с Филиппин. В состав соединения прикрытия вместе с линкором Фусо входили крейсера 5-й дивизии Мёко и Хагуро. Однако из-за слишком раннего обнаружения, операция была отменена командованием Флота и корабли были возвращены на базу. Вторая попытка была осуществлена только эсминцами, Хагуро вновь осуществлял дальнее прикрытие операции, которая также завершилась неудачей. Японское командование не оставляло идею оказанная помощи Биаку, намереваясь использовать даже линкоры Ямато и Мусаси, но в середине июня начались атаки на Марианские острова и флот стал готовиться к генеральному сражению.
Решающее сражение, к которому японцы готовились столь долгое время, произошло в районе Марианских островов. 5-я эскадра тяжёлых крейсеров была придана соединению авианосцев, осуществляя его непосредственную охрану. Сражение прошло крайне неудачно для японского флота. 19 июня почти в самом в начале боя Хагуро принял с повреждённого американской подводной лодкой (и позднее затонувшего) авианосца Тайхо штаб Объединённого флота во главе с адмиралом Одзава. Таким образом, в конце сражения Хагуро ненадолго стал флагманским кораблём японского флота. Крейсер был не приспособлен к этой роли: на нём не хватало места для многочисленного штаба, и он не был обеспечен достаточными средствами связи. В итоге, Одзава был лишён возможности полноценно управлять огромными силами. Это не позволило ему своевременно оценить обстановку и принять решение об отходе. Лишь на следующий день штаб адмирала был переведён на авианосец Дзуйкаку. К вечеру флот был атакован американскими палубными самолётами и понёс новые потери. Хагуро во время атаки прикрывал авианосцы, не получив попаданий, но и не сбив ни одного самолёта. После понесённого поражения японский флот вернулся в метрополию.
Во время нахождения в базе на крейсере была проведена очередная модернизация. Сражение у Марианских островов в очередной раз продемонстрировало возросшую роль авиации и незащищённость надводных кораблей. Единственным способом усилить ПВО кораблей было насыщение его компактными 25-мм орудиями, которых на корабле было установлено ещё четыре строенных установки и 16 одиночных 25-мм орудия. Таким образом общее число орудий достигло 52 единиц. На грот-мачте установили новый радар ПВО тип 13 с дальностью обнаружения групп самолётов на расстоянии 100 км и одиночных самолётов — 50 км. Также был заменён и радар для обнаружения надводных целей. Теперь крейсер был оснащён радаром тип 22 № 4, который мог обнаружить крупный корабль на расстоянии 25 км, кроме того имелась возможность осуществлять коррекцию огня. Для уменьшения веса c Хагуро сняли носовую пару прожекторов и кормовые торпедные аппараты, количество торпед уменьшили с 24 до 16 единиц. Также были сняты гидросамолёты.
После модификации Мёко и Хагуро в конце июня перебросили из метрополии на Филиппины армейские части. После этого корабли перебазировались в Сингапур.

### Сражение у Филиппин
После победы в сражении у Марианских островов, следующей целью американского флота стали Филиппины, высадка на которые началась в октябре 1944 года. Игнорировать новый удар противника японское командование не могло, и в бой были брошены максимально возможные силы флота и авиации. 5-я дивизия тяжелых крейсеров (Мёко и Хагуро) была включена в состав Центрального соединения под командованием Такэо Курита. При подходе к Филиппинам крейсеру Хагуро удалось избежать атаки американской подводной лодки Дейс 23 октября, увернувшись от двух торпед. Другие атаки привели к гибели двух и повреждению ещё двух тяжёлых крейсеров. Зато на следующий день соединение подверглось мощнейшим ударам авиации в море Сибуян. После повреждения Мёко, заставивших его покинуть соединение, Хагуро стал флагманским кораблём 5 дивизии тяжелых крейсеров.
Через два дня Хагуро принял участие в бою у острова Самар. 25 октября Центральное соединение вышло в Филиппинское море и у острова Самар атаковало соединение американских эскортных авианосцев в охранении эсминцев. В ходе сражения американцы задействовали всю доступную авиацию с шести эскортных авианосцев, в то время как японский флот обрушил всю мощь своей артиллерии. Крейсер принял активное участие в бою и, скорее всего, внёс решающий вклад в потопление авианосца Гэмбиер Бэй. Кроме того он нанес повреждения эсминцам Хеерманн и Семюэль Л. Робертс, который позже затонул. В свою очередь в 08.25 Хагуро получил прямое попадание 454-кг бомбой в башню главного калибра № 2 которая взорвалась внутри боевого отделения, убив 30 человек. Быстрое закрытие пламянепроницаемых дверей спасло корабль от взрыва погребов. Бомба была сброшена самолетом ТВМ «Эвенджер» с одного из эскортных авианосцев 77-й оперативной группы.
Повреждённый крейсер вместе с Центральным соединением успешно избежал атак американской авиации на обратном пути и 28 прибыл в Бруней, а затем вернулся в Сингапур. Сражение у Филиппин стало настоящим избиением крейсерских сил японского флота — было потоплено 7 тяжёлых крейсеров и повреждено 6 кораблей.

### Гибель корабля

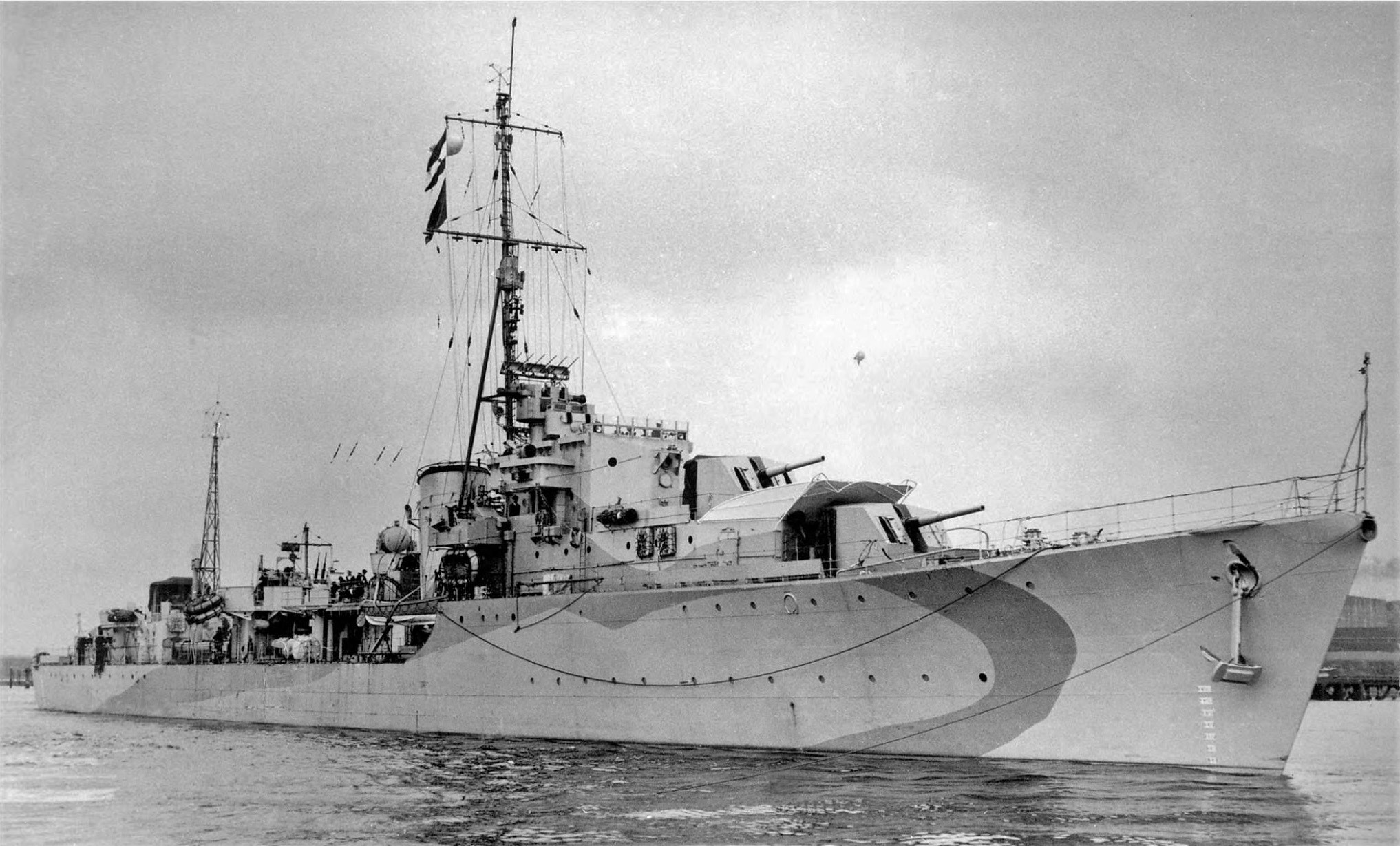
Эсминец Сомарец — участник боя в Малаккском проливе

Находясь в Сингапуре, тяжёлый крейсер почти не выходил в море, являясь основной целью британского флота. В конце декабря Хагуро принял участие в спасательной операции крейсера Мёко, который был повреждён американской подводной лодкой. 23 декабря Хагуро удалось взять повреждённый корабль на буксир, и через два дня привести его в Сингапур. В мае 1945 года крейсер был использован для доставки продовольствия на Андаманские острова. Первый рейс был отменён из-за угроз встреч с превосходящими силами английского флота, которые целенаправленно охотились за последними крупными японскими кораблями в этом районе.
Через несколько дней Хагуро с эсминцем Камикадзе выступил в поход. Вечером 15 мая была получена информация о английских эсминцах. Командир соединением вице-адмирал Синтаро Хасимото принял решение уклониться от боя и вернуться к Малаккскому проливу. Однако британцы предусмотрели это и двинулись на перехват. В результате Хагуро ночью встретился с британской 26-й флотилией эсминцев (Сомарец, Верулам, Виджилант, Венус и Вираго), что привело к бою в Малаккском проливе. Хагуро первым визуально обнаружил эсминцы и сделал по ним два залпа из главного калибра, добившись попадания в Сомарец (2 убитых и 3 раненых). Вскоре Хагуро получил попадание двух 533-мм торпед Mk IX в левый борт — напротив башен № 1 и № 3. Корабль потерял ход и накренился на 30°. Вскоре в крейсер попала третья торпеда — на этот раз в машинное отделение левого борта. Крейсер стал неуправляем, крен на левый борт увеличился, и через два часа после начала боя крейсер затонул носом вперед в 27 милях к северо-востоку от Пенанга. После полудня 17 мая вернувшийся из Пенанга Камикадзе подобрал из воды 320 человек. Остальные 880, включая вице-адмирала Хасимото и командира корабля Кадзю Сугиура, погибли. Корабль был исключен из списков флота 20 июня.

## Командиры корабля
- Капитан 1 ранга Хара Кэйтаро 01.19.1929-30.11.1929
- Капитан 1 ранга Уно Сэкидзо 30.11.1929-01.12.1930
- Капитан 1 ранга Кобаяси Соноскэ 01.12.1930-10.10.1931
- Капитан 1 ранга Номура Наокуни 10.10.1931-14.02.1933
- Капитан 1 ранга Моримото Дзё 14.02.1933-15.11.1933
- Капитан 1 ранга Ямагути Минору 15.11.1933-15.11.1935
- Капитан 1 ранга Самдзима Томосигэ 15.11.1935-01.12.1936
- Капитан 1 ранга Аояги Мунэсигэ 01.12.1936-01.12.1939
- Капитан 1 ранга Огата Масаки 01.12.1939-01.10.1940
- Капитан 1 ранга Хамада Киёси 01.10.1940-25.07.1941
- Капитан 1 ранга Мори Томоити 25.07.1941-20.10.1942
- Капитан 1 ранга (контр-адмирал) Уодзуми Дзисаку 10.10.1942-01.12.1943
- Капитан 1 ранга (с 01.05.1945 контр-адмирал, с 16.05.1945 вице-адмирал, посмертно) Сугиура Кадзю 01.12.1943-16.05.1945